# Filipowo (obwód Błagojewgrad)
Filipowo (bułg. Филипово) – wieś w południowo-zachodniej Bułgarii, w obwodzie Błagojewgrad, w gminie Bansko. Zarządzającym jest Arif Mołłow.
Wieś Filipowo znajduje się w górzystym terenie.